# Любочки скельні
Лю́бочки скельні (Leontodon saxatilis) — вид квіткових рослин роду любочки родини айстрові (Asteraceae). Етимологія: лат. saxatilis — «скельний».

## Опис
Однорічні або багаторічні рослини. Стебла до 40 см, голі або з рідким запушенням, принаймні у верхній частині. Листові пластини від оберненоланцетних до довгастих, 2–15 × 5–25 см. Віночки від яскраво-жовтого до сірувато-жовтого кольору (зовнішні поверхні), 8–15 мм. 2n = 8.

## Поширення
Північна Африка: Алжир; Марокко; Туніс. Західна Азія: Туреччина. Європа: Білорусь; Австрія; Бельгія; Чехія; Німеччина; Нідерланди; Польща; Словаччина; Швейцарія; Ірландія; Об'єднане Королівство; Албанія; Болгарія; Хорватія; Греція; Італія; Румунія; Сербія; Словенія; Франція; Португалія (вкл. острів Мадейра); Гібралтар; Іспанія (вкл. Канарські острови). Натуралізований в деяких інших країнах, у тому числі Північній Америці. Експансія: Україна (Крим) та Норвегія. Росте на необроблюваних полях, кам'янистих ґрунтах, переважно на вапнякових схилах.

## Галерея

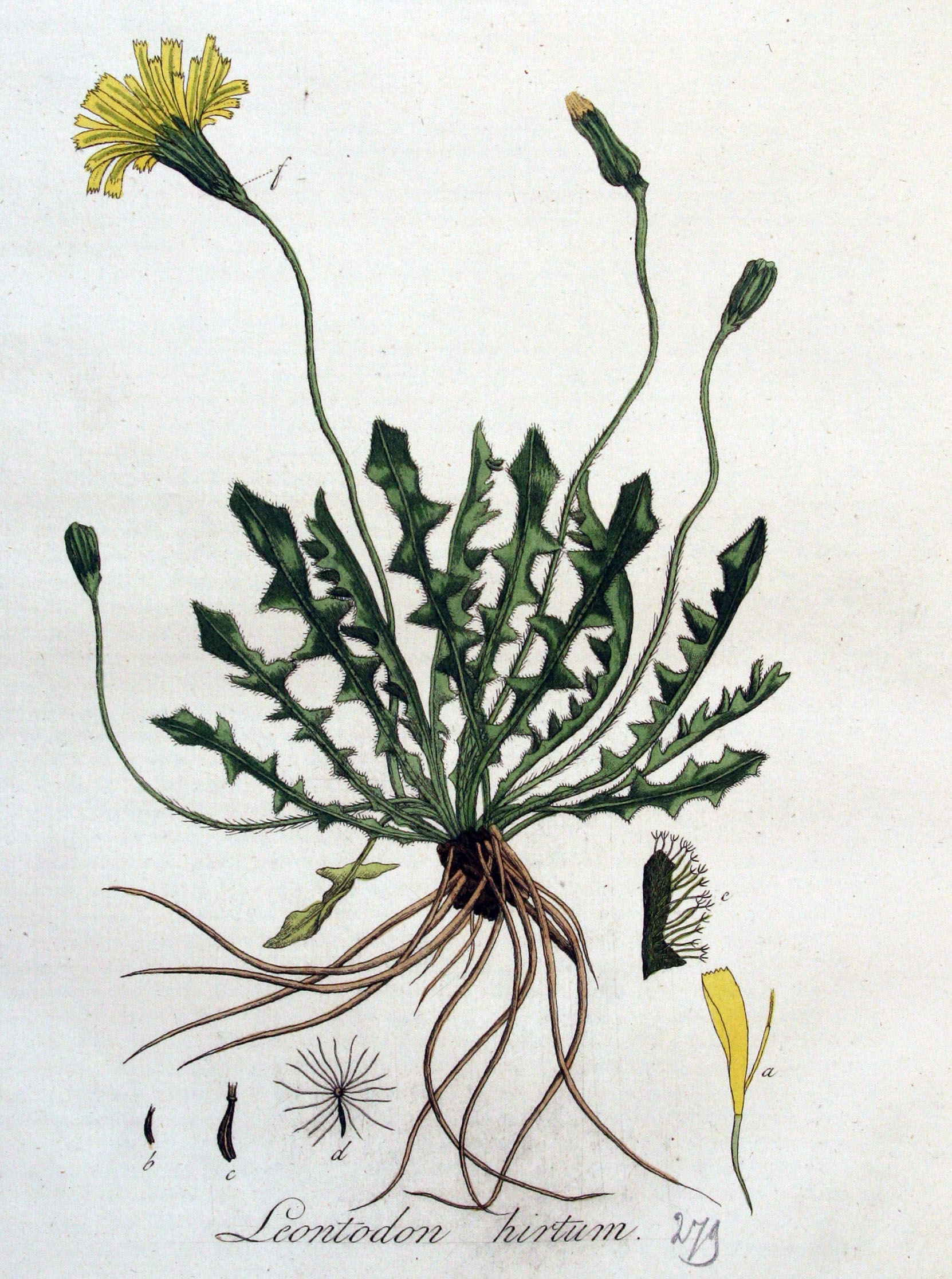

|  | Це незавершена стаття про айстрові. Ви можете допомогти проєкту, виправивши або дописавши її. |